# San Zenón
San Zenón é um município da Colômbia, localizado no departamento de Magdalena.